# Ivan Rovny
Ivan Rovny, né le 30 septembre 1987 à Léningrad, est un coureur cycliste russe membre de l'équipe Gazprom-RusVelo depuis 2017.

## Biographie

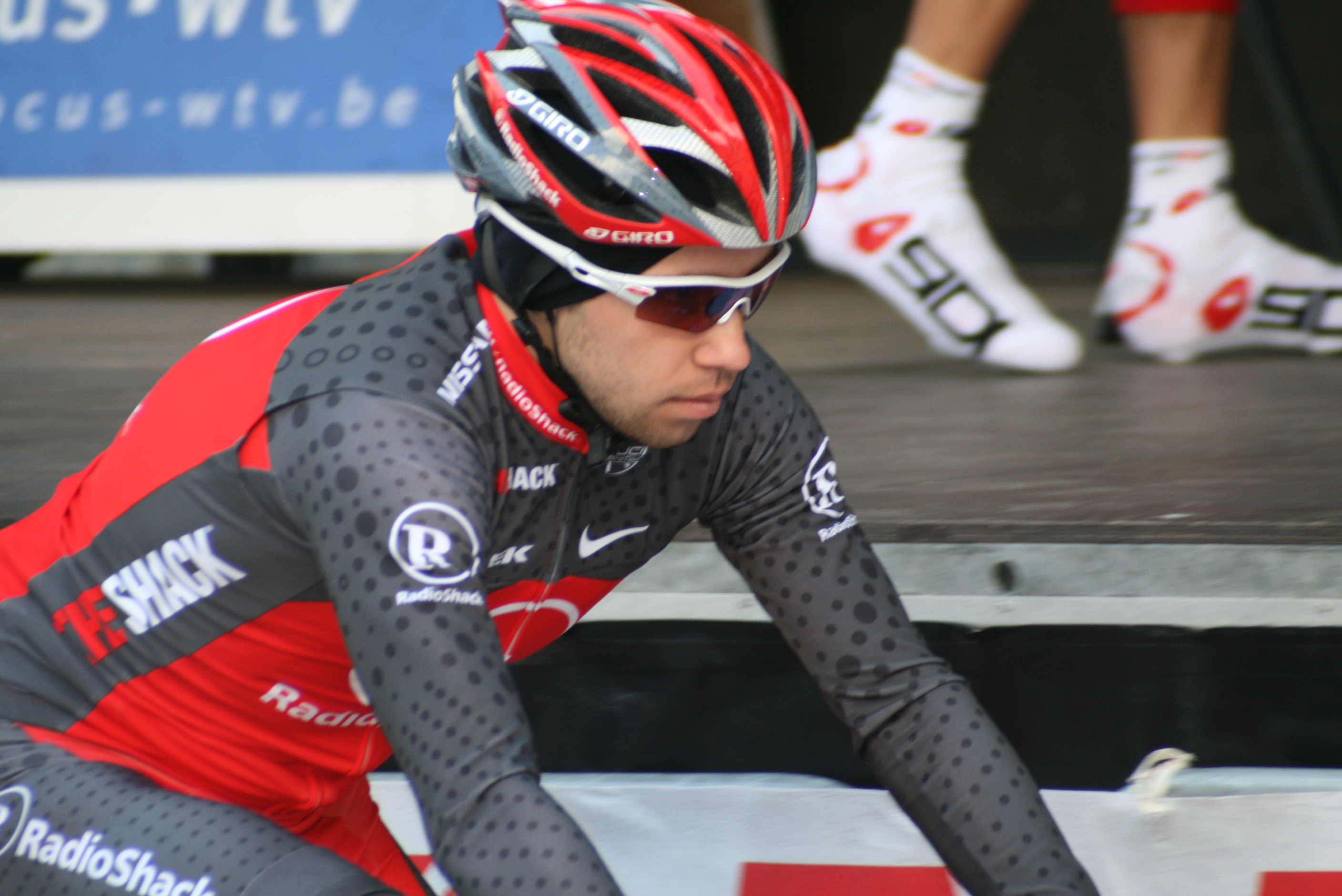
Ivan Rovny lors des Trois Jours de Flandre-Occidentale 2010.

Lors du Tour d'Espagne 2014, alors qu'il fait partie de l'échappée lors de la seizième étape, il est impliqué dans une altercation avec Gianluca Brambilla pendant que les deux coureurs sont sur le vélo. Le jury des commissaires exclut les deux coureurs durant la suite de l'étape.
Fin 2014, La Gazzetta dello Sport révèle qu'il fait partie des clients du controversé médecin italien Michele Ferrari.
Le contrat le liant à Tinkoff-Saxo est prolongé en août 2015.
Au mois d'août 2016, il signe un contrat de deux ans avec l'équipe continentale professionnelle Gazprom-RusVelo.
En 2018, il termine 19e du Tour du Limousin.

## Palmarès sur route

### Par années
- 2004
  - 9e du championnat du monde sur route juniors
- 2005
  -  Champion du monde sur route juniors
  -  Champion d'Europe sur route juniors
- 2007
  - 9e étape du Tour de l'Avenir
- 2008
  - 1re étape de la Semaine lombarde (contre-la-montre par équipes)
- 2009
  - 3e du Grand Prix d'Isbergues
- 2013
  - 2e du Tour de Toscane
  - 3e du Tour du Frioul-Vénétie julienne
  - 3e du Tour des Apennins
- 2018
  -  Champion de Russie sur route
- 2021
  - 3e du championnat de Russie sur route

### Résultats sur les grands tours

#### Tour d'Italie
6 participations
- 2007 : non-partant (14e étape)
- 2011 : 78e
- 2014 : 46e
- 2015 : 115e
- 2016 : 36e
- 2017 : 119e

#### Tour d'Espagne
2 participations
- 2008 : abandon (16e étape)
- 2014 : exclu (16e étape)
- 2016 : 99e

### Classements mondiaux
| Année            | 2006 | 2007 | 2008 | 2009 | 2010 | 2011 | 2012 | 2013 | 2014 | 2015 |
| ---------------- | ---- | ---- | ---- | ---- | ---- | ---- | ---- | ---- | ---- | ---- |
| UCI World Tour   |      |      |      |      |      |      |      |      | nc   | nc   |
| UCI America Tour |      |      |      |      |      |      | 126e |      |      |      |
| UCI Europe Tour  | 692e | 277e | 874e |      |      |      | 690e | 20e  |      |      |

## Palmarès sur piste

### Championnats du monde juniors
- 2005
  -  Médaillé de bronze de la poursuite

### Coupe du monde
- 2005-2006 
  - 1er de la poursuite par équipes à Los Angeles (avec Alexander Serov, Sergueï Klimov, Nikolay Trusov)
- 2006-2007 
  - 1er de la poursuite par équipes à Sydney (avec Alexander Serov, Mikhail Ignatiev, Nikolay Trusov)
  - 2e de la poursuite par équipes à Moscou

### Championnats d'Europe
- Fiorenzuola d'Arda 2005
  -  Médaillé d'argent de la poursuite juniors
- Athènes 2006
  -  Champion d'Europe de la course aux points espoirs